# St. Koloman (Berghausen)

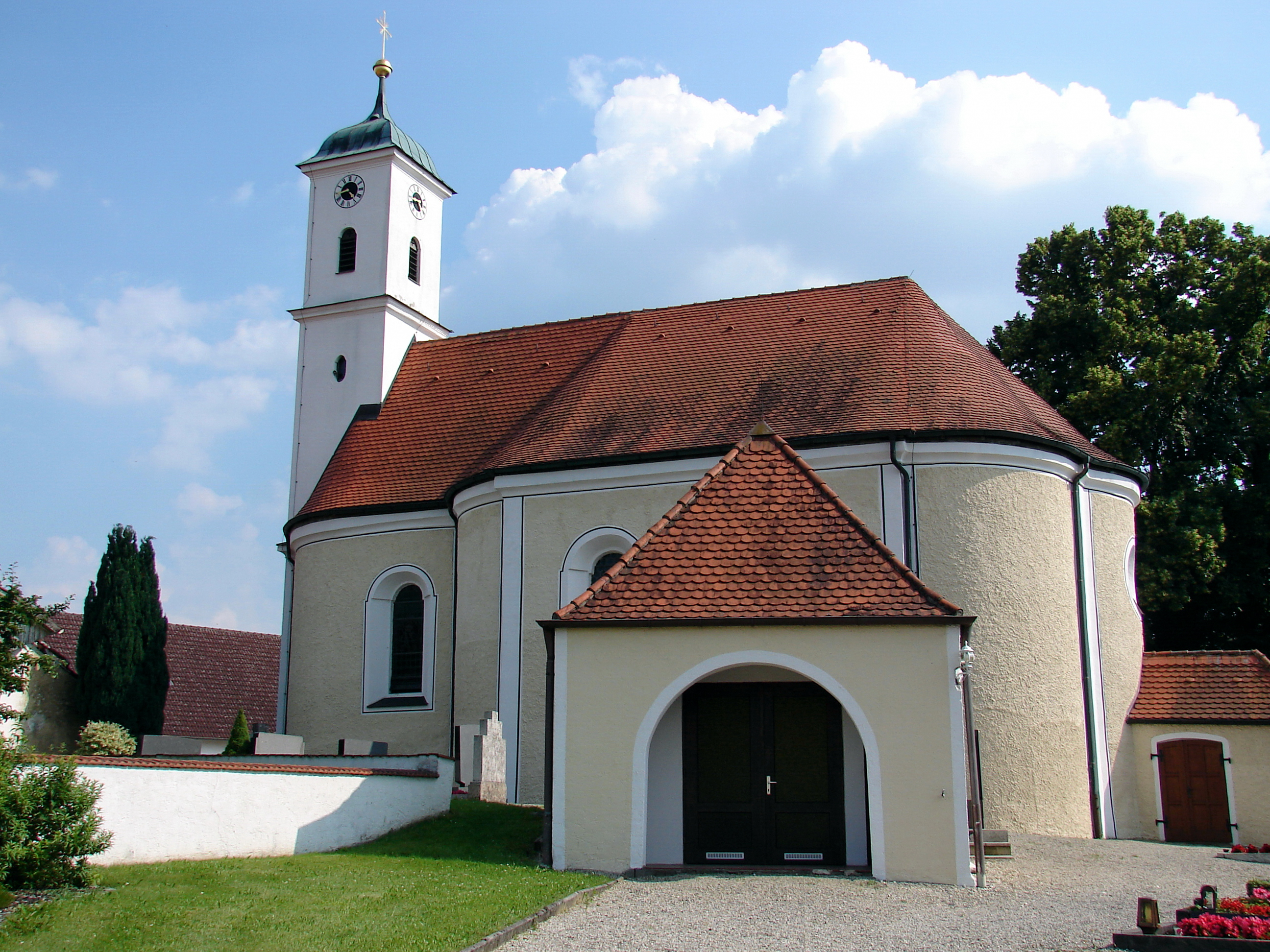
St. Koloman in Berghausen

Die römisch-katholische Filialkirche St. Koloman steht in Berghausen, einem Gemeindeteil von Aiglsbach im niederbayerischen Landkreis Kelheim. Sie ist in der Liste der Baudenkmäler in Aiglsbach unter der Nr. D-2-73-113-4 eingetragen. Die Kirche gehört zum Dekanat Kelheim im Bistum Regensburg.

## Beschreibung
Die barocke Saalkirche wurde um 1730 auf kleeblattförmigem Grundriss erbaut. Sie besteht aus dem Langhaus zu zwei Jochen mit abgerundeten Ecken, dem eingezogenen, halbrund geschlossenen Chor im Westen und dem ehemaligen Chorturm im Osten. Ein Vorbau an der Nordwand des Langhauses führt zum Portal. Der Kirchturm wurde 1908 um ein Geschoss erhöht und mit einer Glockenhaube bedeckt.
Langhaus und Chor sind mit Spiegelgewölben überspannt. Die Deckenmalerei im Langhaus stammt aus dem späten 19. Jahrhundert. Der Hochaltar aus der Zeit des Rokoko wurde 1865 erneuert. In der Mittelnische befindet sich ein Vesperbild aus dem 15. Jahrhundert, das vermutlich überarbeitet wurde.

## Orgel
Die Orgel mit acht Registern auf zwei Manualen und Pedal wurde 1983 von Wilhelm Stöberl im klassizistischen Gehäuse aus der Zeit um 1830 gebaut. Die Disposition des rein mechanischen Schleifladen-Instruments lautet:
| I. Manual  |       |
| Gedeckt    | 8′    |
| Principal  | 4′    |
| Blockflöte | 2′    |
| Quinte     | 1 ⁄3′ |

| II. Manual |    |
| Rohrflöte  | 8′ |
| Salizet    | 4′ |
| Principal  | 2′ |

| Pedal  |     |
| Subbaß | 16′ |

- Koppeln: Normalkoppeln